# Evanđelistar (Marko Marulić)
Evanđelistar (hrvatski prijevod latinskog izvornika Evangelistarium) je sustavna je moralistička rasprava u sedam knjiga, nastala u razdoblju od 1480. do 1500., tiskana šezdesetak puta. U djelu se govori o etičkim načelima i moralnim dužnostima kakva se očekuju od jednog kršćanina, a temelj su tri krjeposti: vjera, nada i ljubav. Djelo je prevedeno na hrvatski (Branimir Glavičić), talijanski (Silvano Razzi) i druge jezike.
Djelo se klasificira kao kršćansko teološko i u teoriju i filozofiju religije.

## Prijevodi na hrvatski jezik
- na hrvatski: Evanđelistar; preveo, komentirao i latinski tekst priredio Branimir Glavičić, Split : Književni krug, 1985., str. 784.